# 90 Degrees East
90 Degrees East (letterlijk 90 graden oost) is een onder het ijs gelegen meer in Antarctica. De oppervlakte bedraagt zo'n 2000 km² en is hiermee het op een na grootste subglaciale meer van Antarctica. Het meer heeft een diepte van minimaal 900 meter en ligt meer dan drie kilometer onder het ijsoppervlakte.
Het meer is samen met het meer Sovetskaya in januari 2006 door Robin Bell en Michael Studinger, twee geofysische onderzoekers van de Columbia-universiteit (vermeldt in de Geophysical Research Letters), ontdekt.